# Alfa Romeo 8C
L'Alfa Romeo 8C est une automobile produite par Alfa Romeo de 1931 à 1939.
L'appellation a été reprise en 2007 sur une voiture de sport, la 8C Competizione.

### 8C 2300

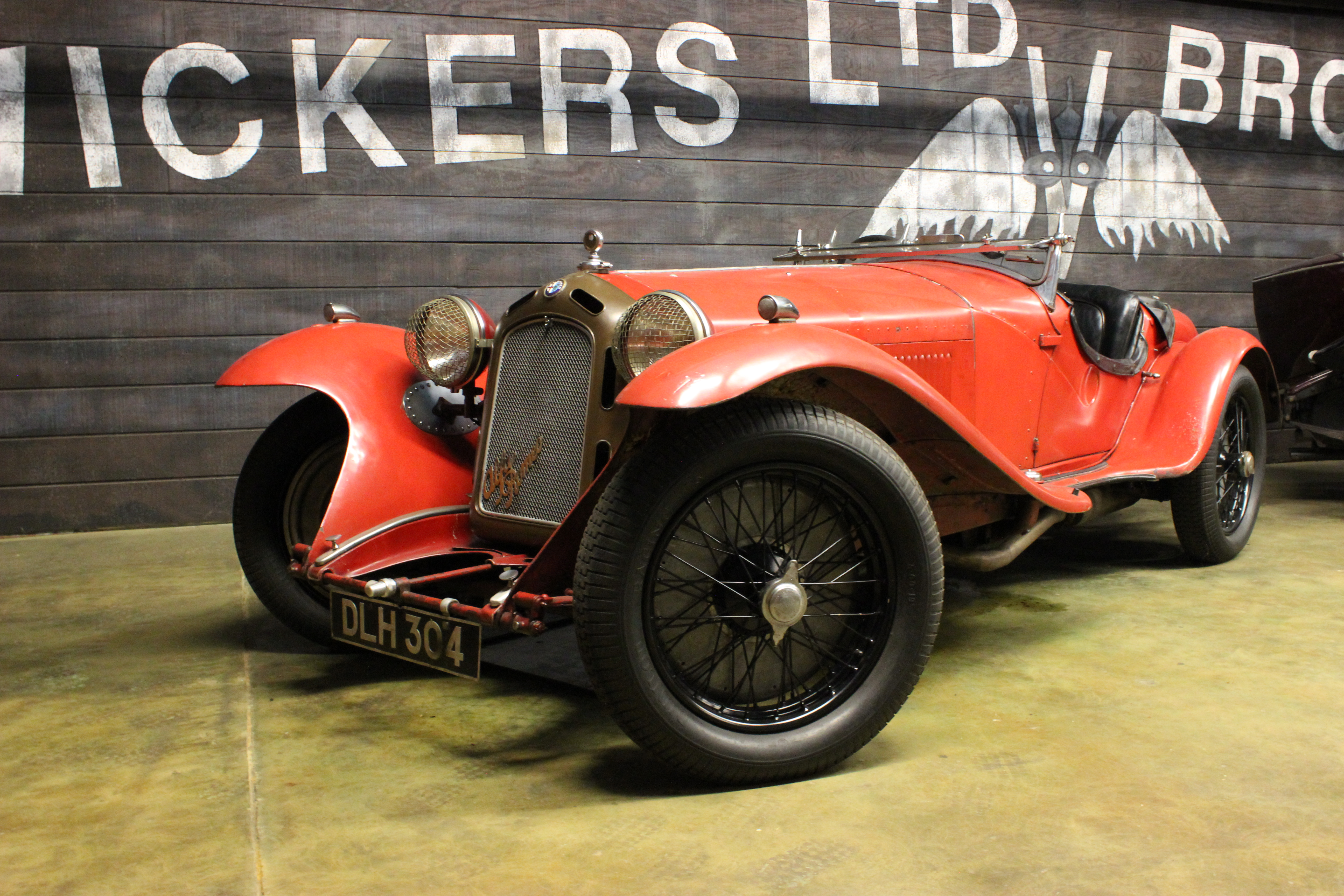
Alfa Romeo 8C 2300

### 8C 2600

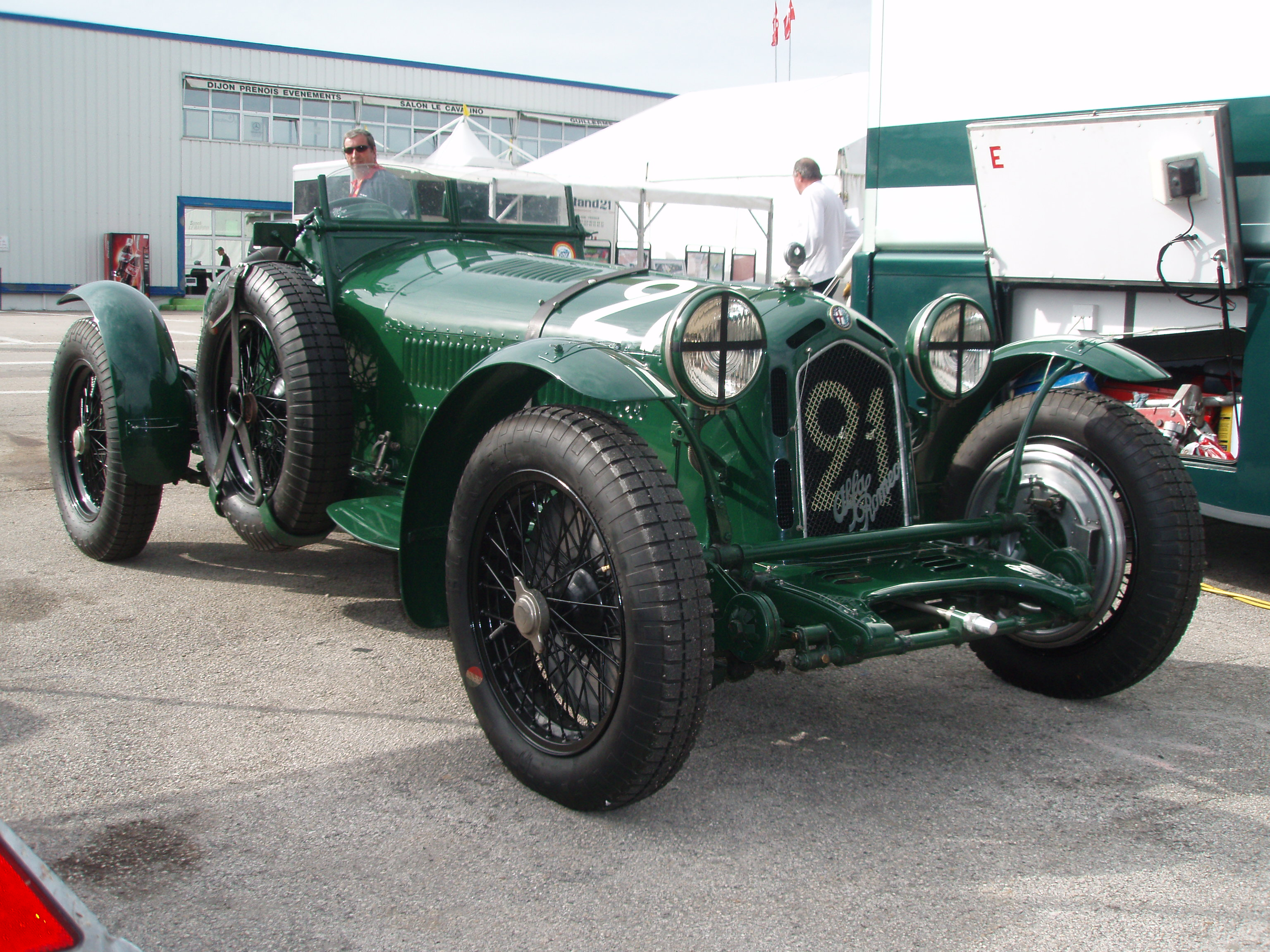
Alfa Romeo 8C 2600

### 8C-35

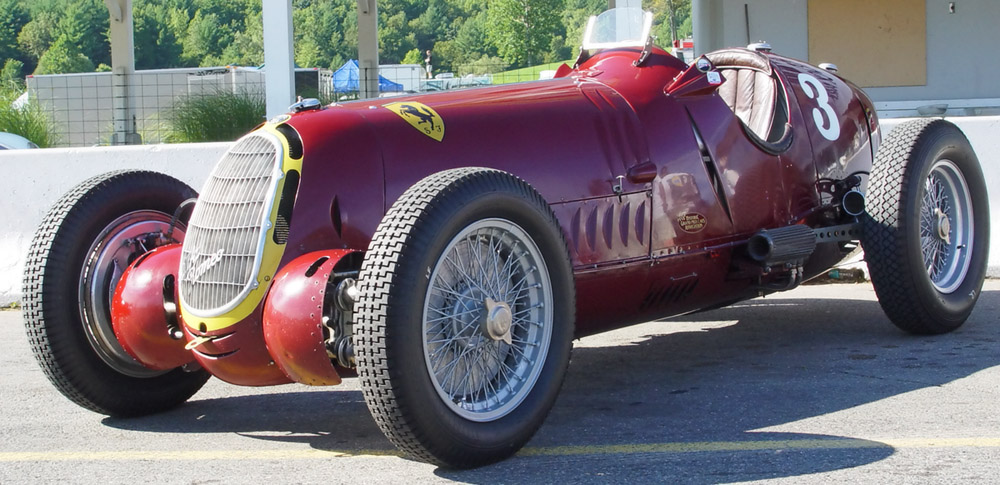
Alfa Romeo 8C-35

### 8C-308

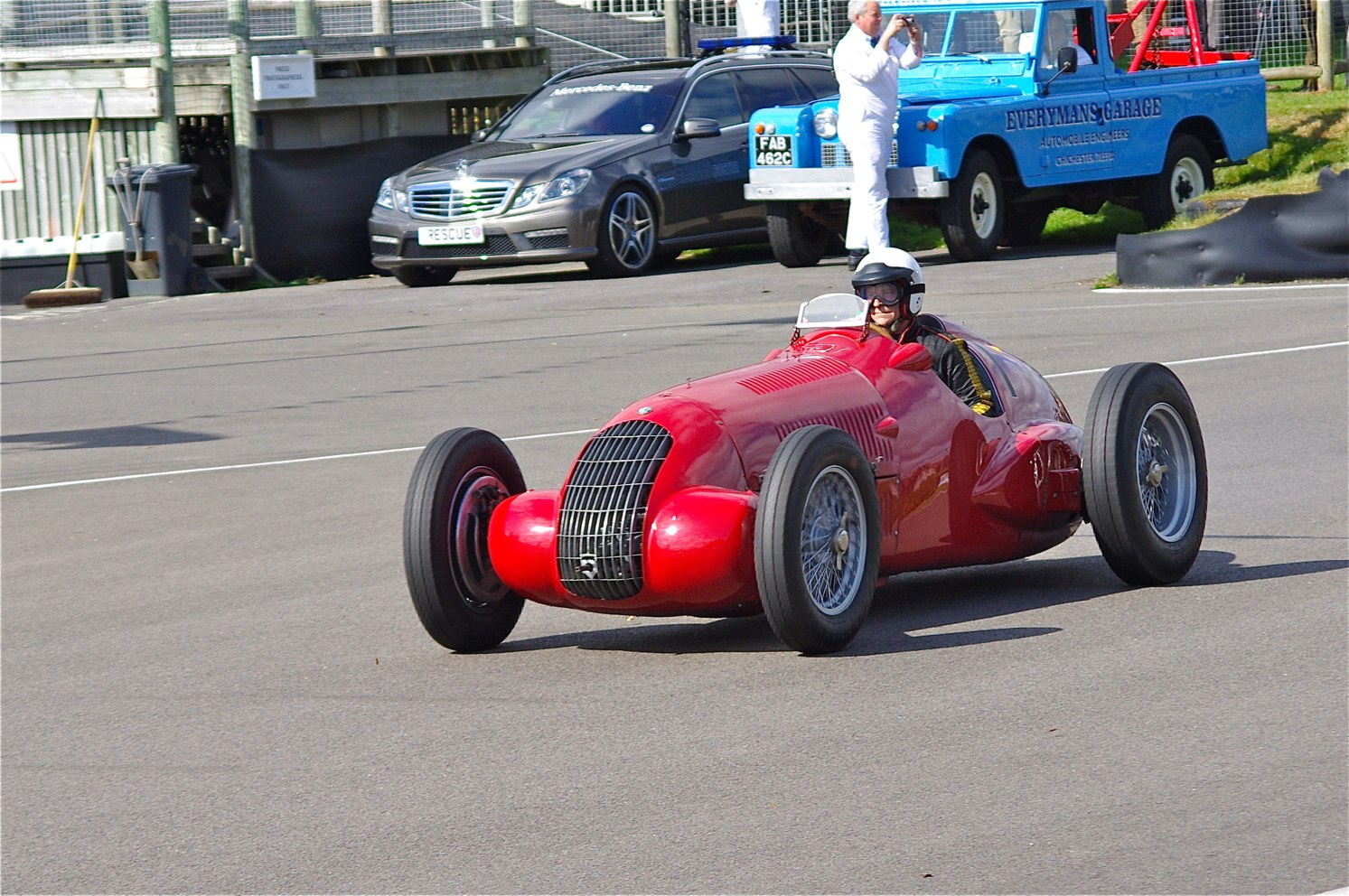
Alfa Romeo 8C-308

### 8C 2900

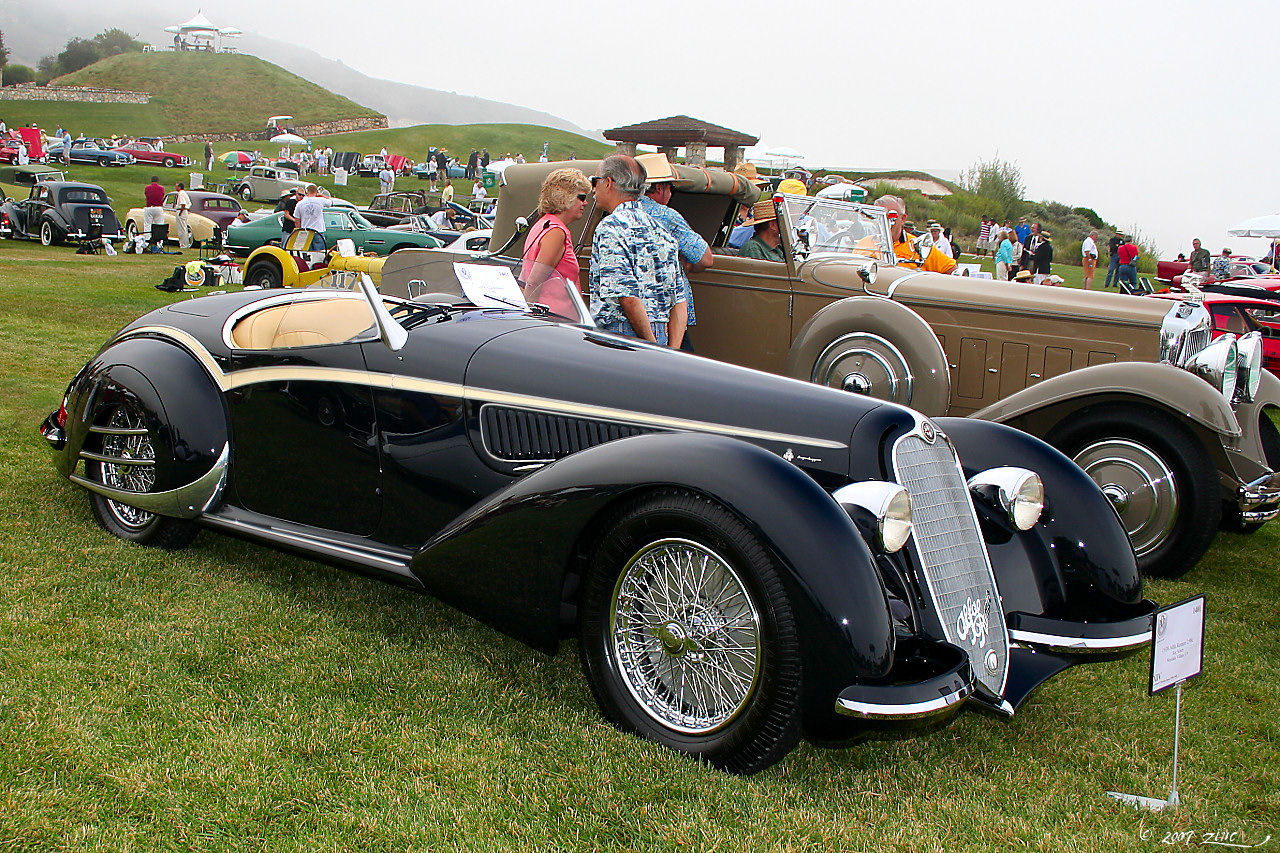
Alfa Romeo 8C 2900

### 8C Competizione

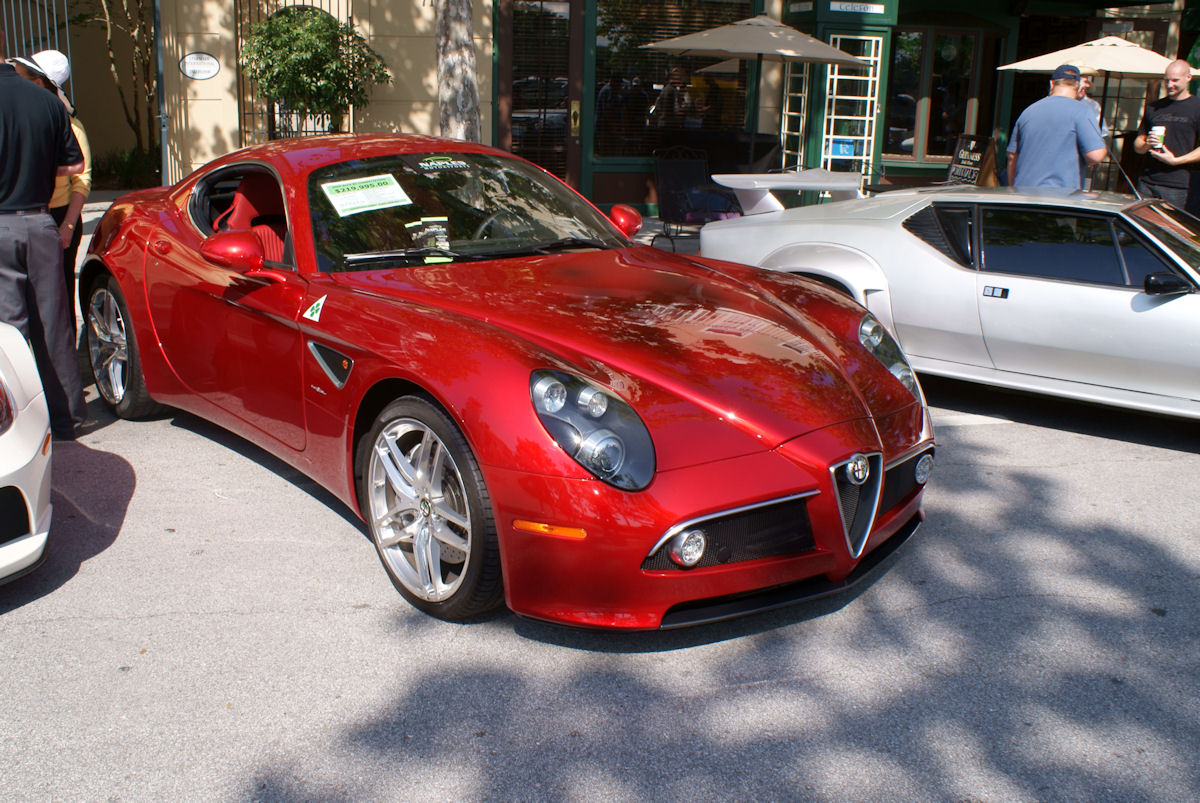
Alfa Romeo 8C Competizione